# Husby, Gryta
Husby är en by i Gryta socken i Enköpings kommun.
Namnet antyder att Husby är en gammal by som under järnåldern varit kungsgård. Vid byn finns två gravfält med omkring 60 synliga gravfält och väster om byn finns en husterrass efter ett järnåldershus samt flera andra terrasseringar som möjligen gömmer huslämningar.
Husby är känt från dokument första gången 1316, då åtta landbor i byn upptas i vad hertig Valdemar uppburit av kyrkogodsen i Tiundaland. 1376 sägs Uppsala domkyrka ha sju landbor i Husby och 1479-1533 upptar Uppsala domkyrkas räkenskaper sex landbor i Husby. Under 1500-talet upptas 4 mantal Sankt Eriksjord, indragen från Uppsala domkyrka till kronan och ett mantal kyrkojord tillhörigt Gryta kyrka där avkastningen till hälften tillföll kyrkan och till hälften prästen.
Kronans jord i Husby donerades 1606 till ryttmästaren Sten Claesson Böllja. Efter hans död ärvde Axel Stensson Böllja tre gårdar och Claes Stensson Bölja en. Axel Stensson Bölljas dotter Anna som ärvde de tre gårdarna lät 1666 göra dem till säteri. 1681 rannsakades sätesfriheten, gården bestod då av två bostadshus, en ladugård och fyra bodar där Anna Böllja själv kunde bo. Rannsakningarna beslutade att dra in sätesfriheten, men först efter Anna Bölljas död som inträffade omkring 1715. Gården brukades därefter av Annas son i andra giftermålet Carl Gustaf Nisbeth. Efter hand död återgick hemmanen till kronan som anslog dem som lön åt översten Johan Jacob Ehrensvärd. Fedric Bruun skattköpte de tre gårdarna 1727, och de kom därefter att styckas upp och brukas av bönder. Sätesbyggningen stod dock kvar och beboddes av familjen Bruun fram till 1740-talet. Omkring 1760 köptes fyra av gårdarna i Husby av Johan von Asp på Salnecke som lät avhysa bondgårdarna och slå ihop dem till en brukningsenhet. Den gamla sätesbyggningen blev kvar, men var mestadels utarrenderad. Efter von Asps konkurs 1769 kom Husby efter olika turer att tillfalla hans svärson Fredrik von Post på Stora Bärby och efter hans död 1805 ärvdes den av dottern Ulrika Eleonora gift med Mattias von Kjörning. Då Mattias von Kjörning avled 1832 utauktionerades Husby och köptes då av Kjörnings kusin Mathias Rosenblad. Inga av dessa bodde på Husby utan gården fortsatte att vara utarrenderad. Efter Rosenblads död 1847 köptes gården av änkan Maria Toutin som fortsatte arrendera ut den. En tid kom den att köpas av brukspatronen på Nävekvarns bruk Johan Sederholm som arrenderade ut den till sin svåger Knut Sparre. Husby fortsatte att snabbt byta ägare. 1894-1917 ägdes Husby av arkitekten Hjalmar Törnqvist och byggmästare Emil Lindståhl som drev en byggfirman Lindståhl & Törnqvist i Stockholm. Under dessa ägare renoverades Husby blev ett centrum för hästavel. Lindståhl och Törnkvist bodde inte heller på Husby.
Den gården som ärvdes av Claes Stensson Böllja kom att bebos av honom. Efter hans död 1665 erhöll gården sätesfrihet, men den drogs in 1681 då gården var undermåligt bebyggt och då brukades av en bonde. Gården återgick då till kronan och anslogs som häradsskrivarboställe, senare omvandlat till kronofogdeboställe, och fungerade som sådant fram till 1860.